# Dennis Bauer
Dennis Bauer (ur. 18 grudnia 1980 w Koblencji) – niemiecki szermierz, szablista, brązowy medalista igrzysk olimpijskich i mistrzostw świata. 
Na igrzyskach olimpijskich w Sydney w 2000 roku reprezentacja Niemiec w składzie: Dennis Bauer, Alexander Weber i Wiradech Kothny zajęła drużynowo trzecie miejsce. Na tej samej imprezie zajął czternaste miejsce w turnieju indywidualnym. Były to jego jedyne starty olimpijskie.
Podczas mistrzostw świata w Lizbonie w 2002 roku razem z Michaelem Hermem, Haraldem Stehrem i Alexandrem Weberem zdobył brązowy medal  w rywalizacji drużynowej.